# Léonard Lasry
Cet article possède un paronyme, voir Lasri.
Léonard Lasry, né le 29 mars 1982 à Paris, est un auteur compositeur interprète français.

## Biographie
Léonard Lasry est né à Paris en 1982. Il pratique le piano dès l’âge de quatre ans. Adolescent, ses talents de mélodistes sont déjà remarqués par plusieurs éditeurs. À l’âge de 24 ans, il publie son premier album Des illusions. Ce premier disque contient douze chansons qu’il signe seul, paroles et musique. Il y ajoute On se voit se voir, une chanson dont les paroles sont signées du cinéaste André Téchiné et la musique du compositeur Philippe Sarde. Il fait alors ses débuts sur les scènes de Paris et de province. Il croise différents artistes tels que l’actrice des sixties Zouzou ou encore Marie France avec qui il enregistre un duo inédit Du désir au bout des doigts.
En 2009, il étoffe sa formation musicale et se trouve programmé en résidence au Pavé d'Orsay à Paris. Il y présente les titres de son mini-album Presque Gentil ainsi que de son deuxième album Nos jours légers qui sort au printemps 2010. Grâce au film allemand Alex und der Lowe de Yuri Garaté dans lequel se retrouve cinq de ses chansons, l’album Nos jours légers sort également en Allemagne et se retrouve distribué en import dans plusieurs pays (Japon, États-Unis).
Début 2012, il est le maître d’œuvre de l'album L'Exception enregistré avec Élisa Point. Chaque chanson du disque possède une ou plusieurs vidéos réalisées avec le réalisateur Gérard Courant rendant hommage aux légendes du cinéma des sixties. En juin 2013 sort Me porter chance un album intimiste sur lequel il s'accompagne lui-même au piano, parfois accompagné de quelques chœurs, guitares ou trompettes. Il y reprend plusieurs titres issus des premiers albums et y rajoute plusieurs titres inédits dont La vie est dure pour les étoiles avec le comédien Jean-Claude Dreyfus.
Parallèlement à son parcours d’interprète, Léonard Lasry compose aussi la musique du court métrage La Voix produit par Christian Fechner, et du documentaire 178, des mots pour l’avortement.
Pour le théâtre, il compose Un excellent nageur programmé au Festival d’Avignon en 2007 ainsi que la musique du Clan des veuves de Ginette Garcin dans sa version 2011. Il collabore également avec des artistes d’art contemporain. Il présente notamment sa composition Igloo pour le film du même titre exposé aux Galeries Lafayette pendant la période de Noël 2010 dans le cadre de l'exposition de designers « Un nounours pour Noel ». En septembre 2011, il publie la chanson Chéries Chéris, un titre disco aux influences 1970 et 1980 qui sera utilisé comme bande originale du Festival de cinéma Chéries-Chéris. En octobre 2012, il compose Body Walk, une musique pour Fashion !, la trilogie sur la mode d'Olivier Nicklaus.
Début 2014, Léonard Lasry produit et compose Maripola X Songs, un single deux titres pour Maripol, photographe, styliste et surtout personnage culte du downtown New York. Début 2015, Léonard Lasry assure la direction artistique de Love each other calendar song, un boitier réunissant leur EP Love each Other ainsi qu'une sélection de dessins et tirages de l'artiste (édité par la marque Each x Other). Il publie également l'EP Intimes et étrangers avec Jane Badler, Marie France, Maripol, Elisa Point et Inès Olympe Mercadal.
En 2015, il collabore avec Ali Mahdavi pour la vidéo Milky Way et crée la chanson The Golden Year qui marque le début de sa collaboration avec l'artiste burlesque Lolly Wish.
Il signe le morceau Words I want to hear pour la maison Valentino.
Léonard Lasry compose les chansons originales et la production déléguée de l'ensemble de la B.O de Jours de France de Jérôme Reybaud.
À la demande du Crazy Horse, Léonard Lasry réalise et arrange la chanson Strip Tease moi présente dans le spectacle « Dessous Dessus » par Chantal Thomass, puis Totally Crazy le spectacle des numéros emblématiques du cabaret parisien.
De nouvelles productions sont enregistrées pour la maison Dior en collaboration avec Maripol. La collection SS17, Dior Tokyo en hommage à la collection « Jardin Japonais » de 1953 de Christian Dior, la pré-collection Automne Hiver ou encore la collection « Blue » de l'hiver 2017-2018. Autant de collections pour lesquelles sont créées des morceaux inédits illustrant à nouveau la pluralité d'influences et de champs d'actions. À l'été 2017, il publie également la chanson Blue Sapphire qu'il compose et produit pour le couturier Hervé Léger dont le rêve secret était de chanter. La chanson sort en édition vinyl 33T en duo avec Lolly Wish, elle est commercialisée chez colette à Paris.
En octobre 2017 sort Avant la première fois, un nouvel album solo entièrement composé par lui-même et dont les textes sont signés d'Elisa Point. L'album reçoit d'excellentes critiques de la presse,,,,.
En guest, le chanteur suédois Jay-Jay Johanson, dont il publie le 11e album sur son label, y interprète un titre en français. Il se produit sur la scène du Crazy Horse pour une représentation unique. Seul au piano accompagné d'un guitariste, Léonard Lasry a également chanté sur la scène du Centre Pompidou, au Silencio ou à la soirée des 40 ans du magazine Façade, publication culte des « années Palace ». À l'automne 2018, son album Avant la première fois fait l'objet d'une édition japonaise sur le label CALENTITO. Il se produit à Tokyo pour la première édition du festival Saison rouge et y tourne le clip de la chanson La vraie fatigue de Paris.
Au printemps 2019, le club parisien Castel lui confie une carte blanche mensuelle intitulée "Les Mercredis de Léonard Lasry". Il y donne des concerts mais également programme les artistes qu'il produit, publie ou pour qui il compose. À cette occasion, il sort la chanson officielle Castel.
Il participe en tant que membre du jury à l'émission de télévision Together, tous avec moi (M6).
Le 3 juin 2019 démarre Bionic Showgirl, le show de Viktoria Modesta au Crazy Horse, pour lequel il compose et réalise le morceau Survival Mode.
Léonard Lasry signe consécutivement 3 albums pour d'autres interprètes, Jamais assez pour Lolly Wish, Tendre assassine pour Marie France et Le Cinéma d'Elisa Pointpour Elisa Point, album concept hommage à 18 légendes du cinéma.
Poursuivant sa collaboration avec la maison Dior, il compose la chanson Let's Disco pour illustrer la campagne digitale Automne-Hiver 2021. La chanson est également remixée par Giorgio Moroder pour le défilé de la maison ayant lieu à Shanghai le 12 avril 2021. Le célèbre magazine Forbes consacrera un portrait au chanteur intitulé « Composer avec les yeux, habiller la musique » à cette occasion.
En 2021, Léonard Lasry sort un nouvel album studio intitulé Au hasard cet espoir. On y retrouve le couturier Claude Montana sur la chanson Aujourd'hui ou hier en hommage aux années 1980 ou la comédienne Charlotte Rampling en duo sur le titre Via Condotti.
Léonard Lasry collabore avec Sylvie Vartan sur son 50e album studio Merci pour le regard. Il compose cinq chansons dont la chanson éponyme sur laquelle il apparait aussi dans les chœurs et écrit un texte pour cet album. À l'automne 2021, c'est aussi l'album de la chanteuse Amina que Léonard Lasry compose et produit. Il s'intitule La lumière de mes choix et est le fruit de plusieurs années de préparation.
En novembre 2022 sort De l'amour mais quelle drôle d'idée, un album entièrement composé et réalisé pour Charlotte Rampling. La sortie de l'album est accueillie par les médias francophones,. mais aussi à l'international, Charlotte Rampling et Léonard Lasry font la une du supplément culturel How to Spend it du Financial Times.
A l'automne 2023, Léonard signe à nouveau la réalisation et la composition d'un album entier pour Marie France, La Nuit qui vient sera si belle, dont les textes sont signés Jacques Duvall et qui contient le titre L'amour est innocent chanté en duo avec Alain Chamfort.
Début 2024 il revient avec un nouvel album solo Le grand danger de se plaire qui contient un duo inédit avec Fanny Ardant et dont la pochette est signée Pierre & Gilles.
A l'automne 2024 il signe la réalisation et la composition de l'album "L'heure d'un rendez-vous" pour Françoise Fabian.
Au printemps 2025 il publie "Dans le précis si flou" un duo inédit enregistré avec la comédienne Maria de Medeiros.
Il est également à la tête de la marque de lunettes de soleil « Thierry Lasry » plébiscitée par de nombreuses stars internationales.

## Discographie
- 2006 : Des illusions (Anticraft)
- 2010 : Nos jours légers (Mosaic)
- 2012 : L'exception avec Élisa Point (MVS)
- 2013 : Me porter chance (29 Music)
- 2014 : EP Intimes et étrangers avec Jane Badler, Maripol, Marie France, Inès Olympe Mercadal et Elisa Point (29 Music/JTV Digital)
- 2017 : EP Le seul invité (29 Music/Kuroneko)
- 2017 : Avant la première fois (29 Music/Kuroneko)
- 2018 : Avant la première fois deluxe edition double (29 Music/Kuroneko)
- 2020 : Se revoir peut-être - 9 chansons confinées (29 Music/Kuroneko)
- 2021 : Au hasard cet espoir (29 Music/Kuroneko)
- 2024 : Le grand danger de se plaire (29 Music/Kuroneko)

### Collaborations
- 2008 : Frédéric Truong — Vers le nouveau monde. Écriture et composition du duo Tourne la page
- 2011 : Léonard Lasry & The Hidden Squares — Cheries Cheris. Création du générique du festival de cinéma Cheries Cheris.
- 2013 : Jean-Claude Dreyfus — La vie est dure pour les étoiles. Écriture, et composition de la chanson du film « L’Affaire Z » de David Pacilly-Loisel.
- 2014 : Élisa Point — Toujours en fin d’adolescence. Composition du duo Les Adieux à la suite.
- 2014 : Maripol — Love each other. Composition et réalisation des titres Passion in the desert, Tuesday, Love each other, Under my skin.
- 2016 : Maripol — Words I want to hear. Composition et réalisation de la chanson du film Enchanted Wonderland de la marque Valentino.
- 2016 : Marie-Amélie Seigner — M.A.S. Composition et réalisation des titres Betty, Danse avec moi mélancolie, Dans les bars des grands hotels, Personne ne connaitra jamais.
- 2016 : Gabrielle Lazure — Tu les aimes toutes… sauf moi. Composition de la chanson Tu les aimes toutes… sauf moi pour le moyen métrage Marie Madeleine de Steve Catieau.
- 2016 : Norazia — Kasihku Bernyawa. Composition de la chanson thème du film Kasih Tiana de Razaisyam Rashid
- 2017 : Jours de France — Bande originale du film. Réalisation des titres et composition des titres Vroum Vroum, Unreal love, Spark pour le film de Jérôme Reybaud.
- 2017 : Inès-Olympe Mercadal - Amor y pesetas. titres. Composition des titres Amor y pesetas, Les robes d’un jour, L’envers du décor.
- 2019 : Lolly Wish - Jamais Assez. Réalisation de tous les titres. Composition des titres Jamais assez, Le Soleil, Dans une photo de Pierre et Gilles, L’Amour si chaud, Jusqu’à l’ombre d’un baiser, Blue Sapphire, The Golden Year.
- 2019 : Castel. Création de la chanson du club parisien.
- 2019 : Marie France - Tendre Assassine. Composition et réalisation de tout l’album.
- 2020 : Élisa Point — Le cinéma d’Elisa Point. Composition et réalisation de l'album
- 2021 : Down in Paris de Antony Hickling. Composition, réalisation et interpretation de la chanson À Chacun son Printemps
- 2021 : Sylvie Vartan - Merci pour le regard. Composition des titres Tout bas, tout bas, Merci pour le regard, J'emporterai, Avec tous ces ne me quitte pas, Tout reste à dire. Écriture du texte de Tout reste à dire
- 2021 : Amina - La lumière de mes choix. Composition et réalisation de tout l'album. Écriture des textes des titres La lumière de mes choix, Le Soleil.
- 2021 : Jay-Jay Johanson Réalisation des remixs de Romeo et Why wait until tomorrow pour l'EP Amen
- 2021 : Giorgio Moroder Remix de la chanson Let's disco créée pour Dior pour le défilé Automne-Hiver 2021 à Shanghai.
- 2022 : Charlotte Rampling - Via Condotti. Duo sur la chanson "Via Condotti".
- 2022 : Charlotte Rampling - De l'amour mais quelle drôle d'idée. Composition et réalisation de tout l'album.
- 2023 : Marie France - La nuit qui vient sera belle. Composition et réalisation de tout l'album.
- 2023 : Alain Chamfort & Marie France - L'amour est innocent. Composition et réalisation du duo.
- 2024 : Fanny Ardant - Un autre jour dans la nuit. Duo sur la chanson Un autre jour dans la nuit.
- 2024 : Françoise Fabian - L'heure d'un rendez-vous. Composition et réalisation de tout l'album.
- 2025 : Maria de Medeiros - Dans le précis si flou. Duo enregistré en 2 versions.
- 2025 : Sylvie Vartan - Tout reste à dire. Duo.

## Participations
En 2015, il signe la musique du court-métrage Marie madeleine de Steve Catieau avec Gabrielle Lazure, dont est tirée la chanson Tu les aimes toutes… sauf moi interprétée par Gabrielle Lazure.